# جون براون (سياسي أمريكي)
جون براون (بالإنجليزية: John Brown) هو سياسي أمريكي، ولد في 27 يناير 1736 في بروفيدنس في الولايات المتحدة، وتوفي بنفس المكان في 20 سبتمبر 1803. انتخب عضو مجلس النواب الأمريكي.